# Scream (álbum de Ozzy Osbourne)
Scream —en español: Gritar— es un álbum del compositor y cantante de heavy metal británico Ozzy Osbourne, lanzado a través de Epic Records el 22 de junio de 2010. 
El álbum fue producido y compuesto junto a Kevin Churko. 
Se trata del primer álbum que no cuenta con el guitarrista Zakk Wylde desde su debut en el álbum de 1988 No Rest for the Wicked y no incluye al batería Mike Bordin desde el disco Down to Earth de 2001. Originalmente iba a ser titulado Soul Sucka, pero Osbourne decidió no hacerlo después de la negativa de los fanes. Ozzy ha dicho que el álbum le recuerda a un disco de "Ozzy/Black Sabbath". El primer sencillo, titulado "Let Me Hear You Scream" debutó en el capítulo del 14 de abril de CSI: New York, pasando ocho semanas en la lista del Billboard Rock Songs, llegando al puesto número seis. 
El segundo sencillo, titulado "Life Won't Wait" fue dirigido por su hijo Jack Osbourne.

## Lista de canciones
- Todas las canciones compuestas por Osbourne y Churko, excepto donde se indique lo contrario.

1. ”Let It Die” - 6:05 (Osbourne, Churko, Adam Wakeman)
2. ”Let Me Hear You Scream” - 3:25
3. ”Soul Sucker” - 4:34
4. ”Life Won't Wait” - 5:06
5. ”Diggin' Me Down” - 6:03 (Osbourne, Churko, Wakeman)
6. ”Crucify” - 3:29 (Osbourne, Churko, Kane Churko)
7. ”Fearless” - 3:41 (Osbourne, Churko, Wakeman)
8. ”Time” - 5:31
9. ”I Want It More” - 5:36 (Osbourne, Churko, Wakeman)
10. ”Latimer's Mercy” - 4:27
11. ”I Love You All” - 1:04 (Osbourne, Churko, Wakeman)
12. "One More Time" (Sólo precompra por iTunes) - 3:07
13. "Jump the Moon" (Pista extra edición japonesa)

## Personal
- Ozzy Osbourne - voz
- Gus G - guitarra
- Adam Wakeman - teclados
- Rob Nicholson - bajo
- Tommy Clufetos - batería

## Fechas de publicación
| Lugar          | Fecha               |
| -------------- | ------------------- |
| Europa         | 11 de junio de 2010 |
| Reino Unido    | 14 de junio de 2010 |
| Australia      | 18 de junio de 2010 |
| Estados Unidos | 22 de junio de 2010 |
| Japón          | 23 de junio de 2010 |
| Brasil         | 24 de junio de 2010 |